# Лабарка, Аманда
Аманда Лабарка Хубертсон (исп. Amanda Labarca Hubertson, урождённая Пинто Сепульведа, Pinto Sepúlveda; 5 декабря 1886, Сантьяго-де-Чили — 2 января 1975, там же) — чилийская феминистка, писательница, дипломат и педагог. Её деятельность была направлена на улучшение положения латиноамериканских женщин и в частности на предоставление женщинам в Чили избирательного права.

## Семья и образование
Родителями Лабарки были Онофре Пинто Перес де Арсе и Сабина Сепульведа. Выйдя замуж за Гильермо Лабарку Хубертсона во время поездки в США, взяла двойную фамилию своего мужа, несмотря на протесты со стороны её семьи.
Она получила начальное образование в школе на улице Сан-Исидро в Сантьяго, а затем продолжила обучение в лицее Изабель Лебрен де Пиночет. В 1902 году она получила степень бакалавра гуманитарных наук, а в 1905 году — диплом учителя со специализацией на кастильском языке, окончив Педагогический институт Чилийского университета.
В 1910 году она вместе с мужем отправилась в США, чтобы продолжить обучение в Колумбийском университете, а в 1912 году — во Францию, в Сорбонну.

## Карьера
В 1915 году, все ещё продолжая учёбу, она организовала читательский кружок, вдохновленный читательскими клубами Америки. Он был призван нести просвещение и культуру женщинам, независимо от их статуса. На основе этого кружка она вместе с Селиндой Рейес создала в 1919 году Национальный совет женщин. В 1922 году она получила должность экстраординарного профессора психологии на факультете философии, гуманитарных наук и педагогики Чилийского университета.
Вступила в Радикальную партию. В 1922 году она представила проект по улучшению гражданских, политических и юридических прав женщин, всё ещё ограниченных Гражданским кодексом Чили.
В 1925 году она добилась принятия к Гражданскому кодексу изменений, известных как Закон Масы (в честь сенатора Хосе Масы Фернандеса), которые ограничивали полномочия отца по опеке в пользу матери. Как педагог она способствовала созданию Экспериментального лицея Мануэля де Саласа для подготовки будущих учителей в 1932 году. Вместе с Еленой Каффареной и другими она выступила в 1933 году одной из основательниц Национального комитета по правам женщин. В 1946 году она была назначена правительством президента Габриэля Гонсалеса Виделы представителем Чили в Организации Объединённых Наций и главой отдела по положению женщин.
Она также выступала писательницей и литературным критиком, особое внимание уделяя роли женщин в обществе. Она руководила газетой своего кружка, которая внесла выдающийся вклад в борьбу за избирательное право женщин и против подкупа и продажи голосов. В результате в 1944 году она была избрана президентом Чилийской федерации женских институтов. Она основала Летние школы при Чилийском университете. Она преподавала курсы и проводила семинары в различных странах Северной и Южной Америки. В 1964 году она была удостоена звания академического члена педагогического факультета Чилийского университета, а в 1969 году — Академии политических наук, социологии и морали Чилийского института.

## Наследие и признание

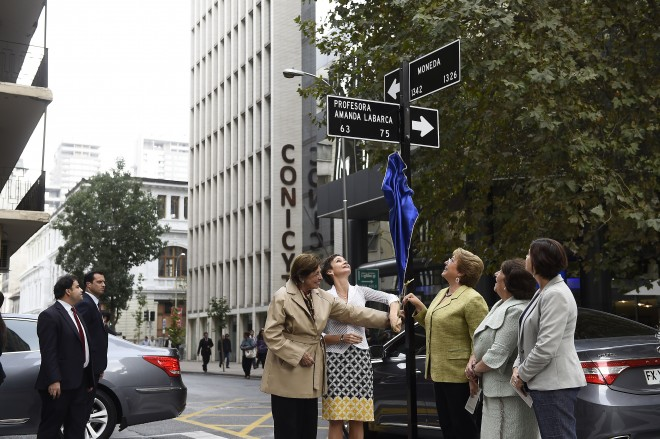
Президент Чили Мишель Бачелет во время организованной мэром муниципалитета Сантьяго Каролиной Тоа и министром образования Адрианой Дельпиано церемонии переименования улицы, ранее носившей имя пиночетовского министра финансов Лоренцо Готуццо, в честь профессора Аманды Лабарки (2016).

Она умерла в Сантьяго 2 января 1975 года в возрасте 88 лет. Её наследие сохранилось во многих публикациях в поддержку прав женщин и по вопросам образования.
Её называли первой женщиной из Латинской Америки, занявшей должность профессора университета.
В 1976 году Чилийский университет учредил в её память премию Аманды Лабарки, призванную ежегодно отмечать заслуги студенток.

## Работы
Среди ее феминистических работ:
- Actividades femeninas en Estados Unidos (1915) — Женская деятельность в Америке
- Adónde va la mujer (1934) — Куда идет женщина
- Feminismo contemporáneo (1948) — Современный феминизм

Среди её трудов по педагогике, художественных и других сочинений:
- Bases para una política educacional (1944). — Основы образовательной политики
- Historia de la enseñanza en Чили (1948) — История образования в Чили
- Impresiones de juventud — Перспективы молодёжи
- Meditaciones breves — Краткие медитации
- Perspectiva de Chile — Перспектива Чили
- En tierras extrañas — В чужих землях
- La lámpara maravillosa — Чудесная лампа
- Cuentos a mi señor — Сказки для моего господина